# 사막고슴도치
사막고슴도치(Paraechinus aethiopicus)는 고슴도치과에 속하는 포유류의 일종이다.

## 서식 분포
사하라 사막과 알제리, 차드, 지부티, 이집트, 에리트레아, 이란, 이라크, 이스라엘, 요르단, 쿠웨이트, 리비아, 말리, 모리타니, 모로코, 니제르, 오만, 사우디 아라비아, 소말리아, 수단, 시리아, 튀니지, 아랍에미리트, 예멘에서 발견되며, 에티오피아에도 사는 것으로 추정하고 있다.